# War Heroes (fumetto)
War Heroes è una miniserie incompiuta scritta da Mark Millar e disegnata da Tony Harris, edita da Image Comics e facente parte dell'etichetta Millarworld.

## Storia editoriale
I primi due albi della miniserie sono pubblicati nel 2008 mentre il terzo nel 2009 per poi interrompersi. Mark Millar disse che "War Heroes è tutto quello a cui stavo puntando con Civil War, Ultimates, The Authority, Kick-Ass and Wanted" e "Questo è ciò che sarebbe stato il mio Ultimates 3 se Bryan e io fossimo rimasti nei paraggi". Tony Harris si disse entusiasta di disegnare una storia di soldati con superpoteri ambientata nei conflitti moderni in Medio Oriente e Afghanistan e lo considerò anche un punto d'arrivo di un percorso narrativo e formativo iniziato con Starman e Ex-Machina. Nel giugno del 2008, all'opera viene anche dedicata la copertina del catalogo Previews del distributore Diamond Comic Distributors.

## Trama
Ambientato in una linea temporale alternativa durante le guerre di coalizione in Afghanistan e Iraq, la detonazione di una bomba nucleare a Washington DC spinge l'amministrazione degli Stati Uniti ad espandere la coalizione della guerra al terrorismo per includere l'Iran, oltre a istituire la legge marziale negli Stati Uniti.
Con l'aumento delle vittime americane, il morale e il sostegno pubblico diminuiscono insieme all'economia, riducendo la posizione dell'America nel mondo. In mancanza delle reclute necessarie, l'esercito americano incrementa l'arruolamento distribuendo ai suoi soldati pillole che conferiscono loro vari superpoteri, facendo pendere la bilancia nella guerra.
La storia è incentrata su un gruppo di truffatori americani, che si arruolano nell'esercito per rubare le pillole e venderle a investitori stranieri per 10 milioni di dollari prima di pianificare la diserzione. I truffatori non sono però a conoscenza dell'identità dei loro clienti che si scopre essere Al-Qaeda. Quando uno dei fratelli dei truffatori, un eroe di guerra, viene fatto prigioniero durante un attacco da parte di un terrorista dotato di superpoteri, i truffatori decidono di salvarlo da un'esecuzione pubblica.

## Pubblicazioni
| Titolo     | Data           | Soggetto e sceneggiatura | Disegni     | Colori        | Copertina   | Edizione italiana | Data italiana |
| ---------- | -------------- | ------------------------ | ----------- | ------------- | ----------- | ----------------- | ------------- |
| War Heroes | Luglio 2008    | Mark Millar              | Tony Harris | J. D. Mettler | Tony Harris | Inedito           | n/a           |
| War Heroes | Settembre 2008 | Mark Millar              | Tony Harris | J. D. Mettler | Tony Harris | Inedito           | n/a           |
| War Heroes | Settembre 2009 | Mark Millar              | Tony Harris | J. D. Mettler | Tony Harris | Inedito           | n/a           |

## Critica
David Wallace recensì il primo albo Comics Bulletin e concluse che "questo è un debutto solido che definisce le premesse del fumetto in modo rapido ed efficiente e mostra molto potenziale per il futuro".
Richard Renteria di Newsarama concordò dicendo che "Millar mette abilmente in moto una serie di eventi che sono perfettamente catturati dall’arte dettagliata e accattivante di Harris".

## Altri media
Nel Settembre 2008 venne annunciato che la Columbia Pictures opzionò la miniserie con Michael DeLuca come produttore e Millar nel ruolo di produttore esecutivo. Nel 2011 Jeff Kirschenbaum acquisì i diritti del film dalla Columbia dopo che questi li lasciò scadere e portò il film alla Universal Pictures. Thomas Dean Donnelly e Joshua Oppenheimer sono stati considerati per scrivere la sceneggiatura.